# Svärdet
Die Svärdet (zu deutsch „Das Schwert“) war ein schwedisches Segelkriegsschiff („Regalskepp“) mit 86–94 Kanonen, das an der Seeschlacht bei Öland teilnahm. Sie fungierte hier als Flaggschiff von Admiral Claas Uggla und wurde im Gefecht schwer beschädigt, so dass sie nach einer Explosion der Pulverkammer in der Ostsee versank. Im Jahr 2011 wurde in der Nähe der mutmaßlichen Verluststelle ein Wrack gefunden, bei dem Fachleute davon ausgehen, dass es sich um die Svärdet handeln muss.

## Das Schiff
Das Schiff war ein Rahsegler mit drei Masten (Besanmast, Hauptmast und Fockmast). Lediglich am Besanmast befand sich auf der untersten Position (Unterbesansegel) ein Lateinersegel. Zudem konnte am Bugspriet noch die Blinde gesetzt werden. Am Bugspriet befand sich eine Mars, auf der ein Bugsprietmast installiert war, an dem noch die Oberblinde (Bouvenblinde) gesetzt werden konnte.
Die Svärdet war ein Dreidecker und schloss im Heckbereich mit einem glatten Heckspiegel ab. Als zentraler Blickfang und repräsentatives Schnitzwerk befanden sich im oberen Drittel des Heckspiegels zwei einander zugewandte Löwen, die sich auf das königliche Schwert stützen. Gerahmt war dieses bildhauerische Werk von diversen allegorischen und in barockem Stil gehaltenen Schnitzereien. Der reich verzierte Heckspiegel mündete an den äußeren seitlichen Enden in die Seitengalerien. Oberhalb des Heckspiegels waren drei große Hecklaternen angebracht, die das traditionelle Erscheinungsbild des Heckbereiches eines Flaggschiffes abrundeten.

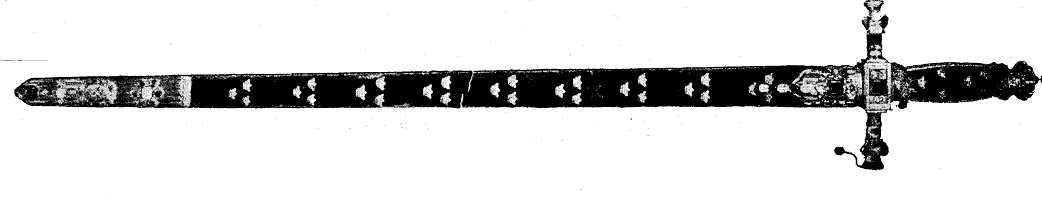
Eines der fünf königlichen Schwerter von Schwedens Reichsregalien

Der Schiffskörper war in der Kraweelbauweise einschließlich des Schanzkleides beplankt, die im Gegensatz zur Klinkerbauweise durch eine verhältnismäßig ebene Oberfläche gekennzeichnet war.
Die Svärdet war mit 86–94 Kanonen ausgestattet, wobei die schwereren Kaliber auf dem unteren Waffendeck positioniert waren. Die Kanonen stammten in der Regel aus eigener, schwedischer Herstellung und waren auf den drei Waffendecks, dem Oberdeck und in den Heckspiegel integriert.
Der Name „Das Schwert“ ist den schwedischen Reichsinsignien entnommen. Zur selben Zeit wurden auch andere Schiffe nach den Insignien benannt: Kronan (Reichskrone), Riksäpplet (Reichsapfel) und Riks-Nyckeln (Reichsschlüssel). Schiffe mit diesen Namen waren meist die größten in der Flotte.

## Geschichte

### Konstruktion und Zeit nach Stapellauf
Der Stapellauf des Schiffs Svärdet fand 1662 unter der Aufsicht von Schiffbaumeister Thomas Day in Stockholm statt. Es wurde noch unter Karl X. Gustav begonnen und vom Schiffbaumeister Jakob Voss ausgeführt.
Sie war das zweitgrößte Segelkriegsschiff in der schwedischen Marine ihrer Zeit und wurde nur von der Kronan übertroffen. Neben der Kronan war sie zudem das einzige Schiff in der schwedischen Flotte während der Dienstzeit beider Schiffe, das 36-Pfünder-Kanonen trug.
Zur Geschichte nach dem Stapellauf bis zur Seeschlacht bei Öland sind keine gravierenden Einzelheiten bekannt.

### Schonischer Krieg und Seeschlacht bei Öland

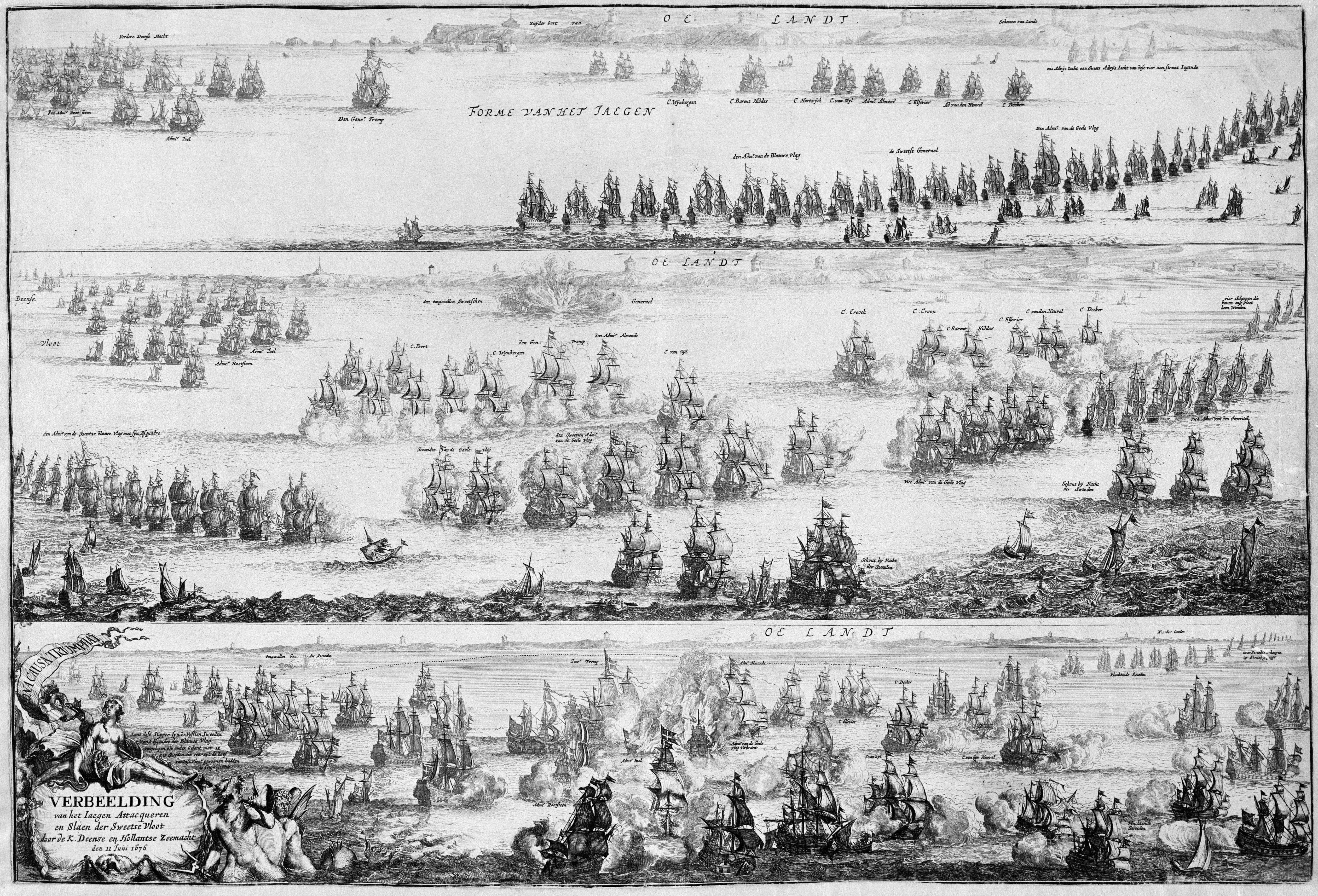
Darstellung der Schlacht von Öland in einem Kupferstich von Romeyn de Hooghe

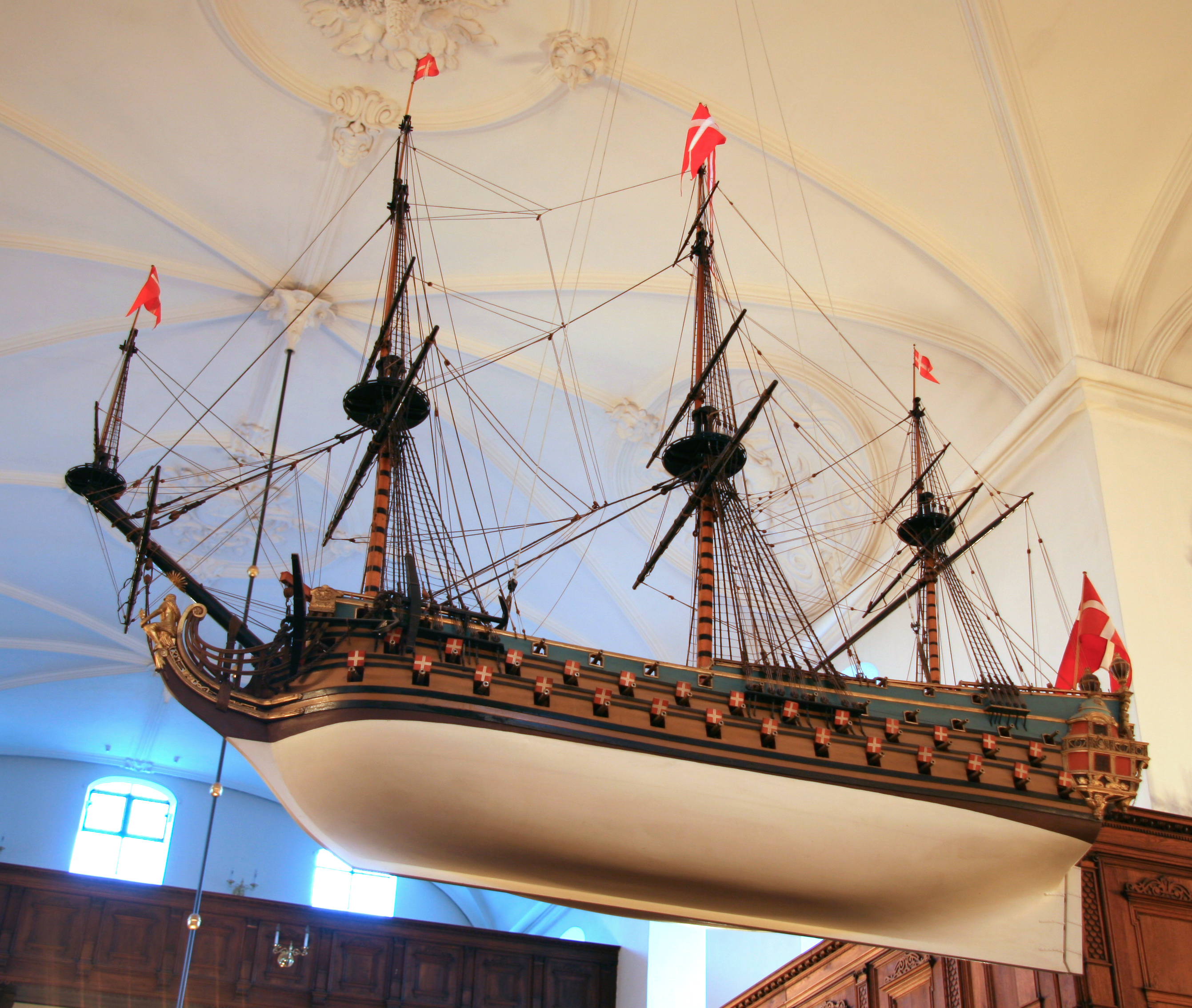
Modell des Flaggschiffs Christianus Quintus von Admiral-General Cornelis Tromp, mit dem dieser die Svärdet bekämpfte

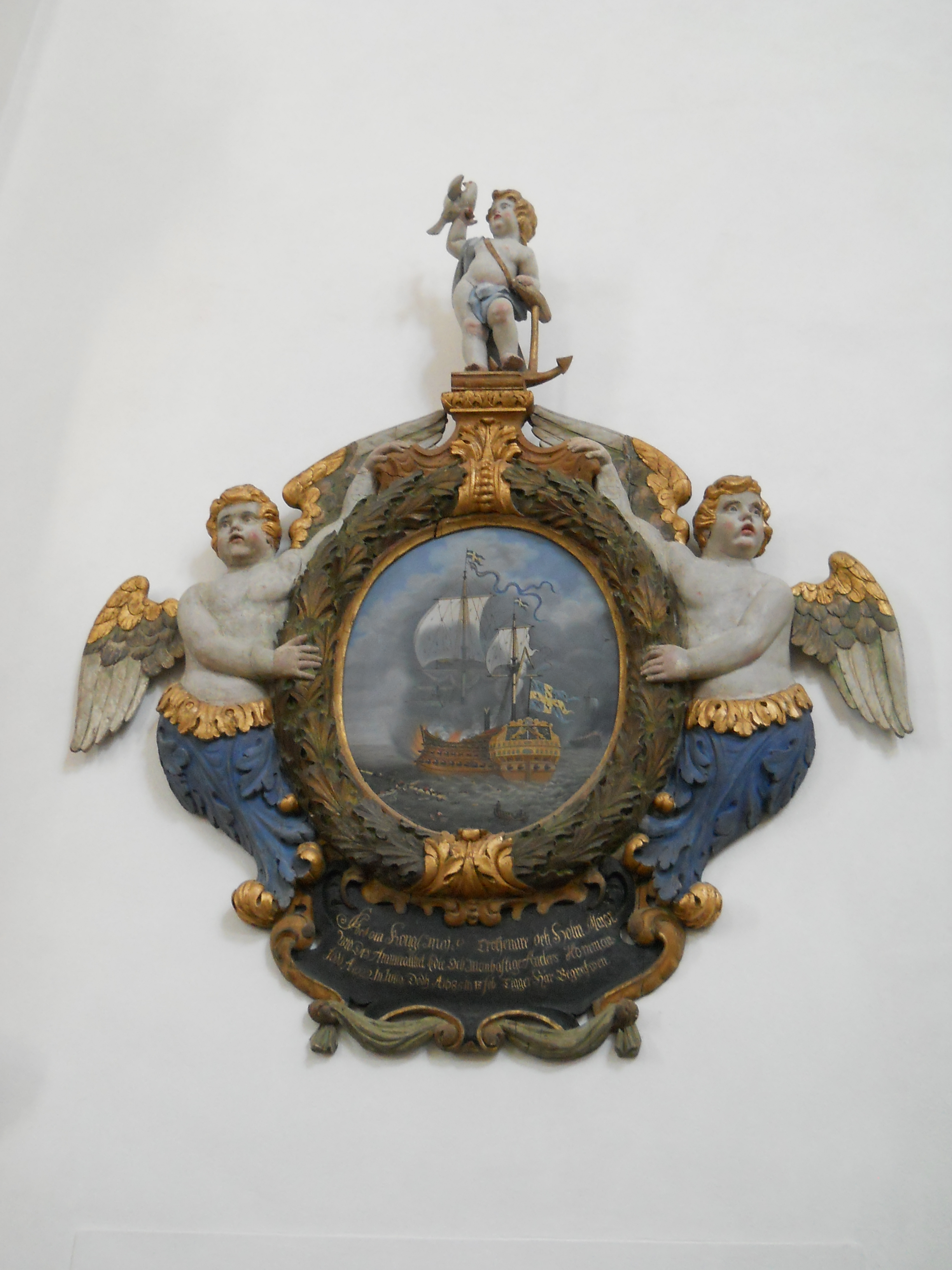
Eine andere Interpretation des Gefechts auf einem Epitaf in der Kalmarer Domkirche

Sowohl die Kronan als auch die Svärdet wurden im Rahmen des Schonischen Krieges (1674–1679) eingesetzt, in dem ab 1675 Schweden und Dänemark um die ehemaligen dänischen Besitztümer in Süd-Schweden kämpften, die 1658 von Dänemark im Frieden von Roskilde an Schweden abgetreten worden waren. Die Kronan und die Svärdet sollten im Juni 1676 zur schwedischen Flotte vor der Insel Öland stoßen, um gegen eine vereinigte niederländisch-dänische Flotte eine Schlacht um die Seeherrschaft auf der Ostsee zu bestreiten.
Flaggoffizier der Svärdet war zu diesem Zeitpunkt Claas Uggla, der als Vizeadmiral einen Teil der schwedischen Flotte kommandierte.

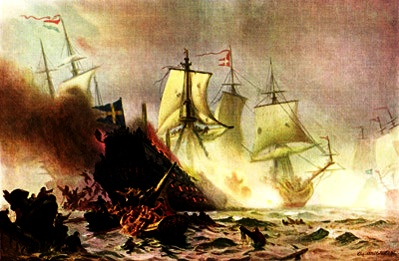
Die brennende und entmastete Svärdet – Gemälde von Christian Mølsted

Am 1. April 1676 gegen 11:00 Uhr, der Feind war bereits auf nahe Distanz herangekommen, gab die in Kiellinie segelnde Svärdet einen Signalschuss ab. Der recht seeunerfahrene Freiherr Lorentz Creutz der Ältere, der erst ein Jahr zuvor zum Oberbefehlshaber der schwedischen Flotte ernannt worden war, fehlinterpretierte das Signal und ließ sein Flaggschiff Kronan unter vollen Segeln und bei geöffneten Stückpforten ein hartes Wendemanöver durchführen. Das Schiff wurde dabei durch eine Böe erfasst und krängte so sehr, dass erhebliche Wassermengen über die offenen Stückpforten in den Schiffskörper eindrangen und das Schiff Schlagseite erhielt.
Durch diese Schlagseite lösten sich offenbar auch einige Kanonen aus den an den Bordwänden zur Verankerung vorgesehenen Brooktauen und verlagerten den Schwerpunkt des Schiffes nochmals ungünstiger auf die nun teilweise im Wasser liegende Seite des Schiffes. Umherfliegende Zündlunten oder Laternen, die mit Schwarzpulver in Kontakt kamen, lösten schließlich eine Kettenreaktion aus, die zu einer Explosion der Pulverkammer führte. In der Folge begann das Schiff zu sinken.
Die Svärdet eilte der sinkenden Kronan noch zu Hilfe und kollidierte sogar mit ihr, musste dann aber schließlich abfallen, um Kollisions- oder Feuerschäden zu vermeiden.
Offenbar demoralisiert und schockiert vom frühen Verlust des Führungsschiffes und des Oberbefehlshabers der eigenen Flotte, geriet die schwedische Schlachtlinie schnell in Unordnung, zumal die schwedische Vorhut aus der Schlacht flüchtete.
Die niederländisch-dänischen Admiräle, darunter auch der Niederländer Cornelis Tromp, der als Admiral-General den Oberbefehl über die dänische Marine hatte, nutzten den Kollaps der schwedischen Gefechtsformation und setzten nach:
Gegen 12:00 Uhr sah sich Vizeadmiral Claas Uggla nach dem beinahe vollständigen Zusammenbruch der Vorhutschlachtlinie mit seinem Flaggschiff Svärdet innerhalb kurzer Zeit von mehreren Schiffen der Verbündeten, darunter Tromps Flaggschiff Christianus Quintus, umstellt und in ein heftiges Feuergefecht verwickelt.
Über zwei Stunden kämpfte die Svärdet beinahe alleine gegen vier Schiffe der dänisch-niederländischen Flotte. Die Masse der verbliebenen schwedischen Schiffe konnte sich infolge der Leeposition nicht freikreuzen und Uggla keine Unterstützung geben.
In dieser Phase des Gefechts, gegen 14:00 Uhr, wurde die Svärdet noch von dem niederländischen Brander t’Hoen attackiert und in Brand gesetzt, der sich an ihre Bordwand hakte. Die Svärdet wurde schnell von den Flammen erfasst, die sich immer mehr ausbreiteten. Es entzündeten sich schließlich auch einige Geschütze samt Pulver selbst, die teilweise Löcher in das Unterwasserschiff sprengten.
Uggla musste schließlich mit ansehen, wie sein Schiff langsam unkontrollierbar wurde, nachdem es entmastet, zerschossen und sogar unterhalb der Wasserlinie durchlöchert war. Den Befehl zum Streichen der Flagge gab er trotzdem nicht. Da das Schiff ohnehin verloren schien und dem Gegner nicht in die Hände fallen sollte, befahl Uggla auch keine Brandbekämpfungsmaßnahmen. Er verblieb somit absichtlich auf dem hilflos treibenden Schiff und war bereit, mit diesem notfalls unterzugehen.
Gegen 16:00 Uhr erreichte das Feuer schließlich eine der Pulverkammern und verursachte eine Explosion, die einen Teil des Achterschiffes wegsprengte und den endgültigen Untergang des Schiffes einleitete.
Nur etwa 20 Mann der gesamten Schiffsbesatzung und Soldaten überlebten – Vizeadmiral Uggla gehörte nicht dazu. In den Akten der schwedischen Archive wird der Verlust dieses Schiffes mit 191.000 Reichstalern angegeben.

## Wrackfund
Nachdem 1981 bereits das Wrack der Kronan gefunden und identifiziert worden war und mittlerweile 30.000 Artefakte geborgen worden waren, stieß die auf Unterwasserfilmaufnahmen spezialisierte schwedische Firma Deep Sea Productions im Jahr 2011 südöstlich von Öland in 70 Metern Tiefe auf ein Wrack, von dem Fachleute davon ausgehen, dass es sich um die 1676 gesunkene Svärdet handelt.
Das Wrack liegt außerhalb schwedischer Gewässer und befindet sich in einem konservierten und somit äußerst guten Zustand.
Dies liegt darin begründet, dass an der Wrackstelle niedrige Wassertemperaturen vorherrschen. Zudem hat die Ostsee lediglich einen geringen Salzgehalt und wird nicht vom holzfressenden Schiffsbohrwurm bewohnt, der die Wracks normalerweise zerfrisst. Somit blieben Verrottungsvorgänge und Rostbildung sowie Tierfraß weitestgehend aus und beließen das Schiff in nahezu unverändertem Zustand, wie es versank. Selbst die im Vorschiff befindliche Kombüse ist vollständig intakt erhalten.
Ob es sich bei dem Wrackfund auch tatsächlich um die Svärdet handelt, werden genauere Untersuchungen zeigen, allerdings sprechen einige Indizien dafür:
- Die Fundstelle steht in nahem örtlichen Bezug zur Seeschlacht bei Öland.
- Das Achterschiff, das bei der Svärdet zum Ende des Gefechts explodiert ist, fehlt auch beim gefundenen Wrack.
- Untersuchungen von Holzproben ergaben, dass das verwendete Holz aus dem 17. Jahrhundert stammt.[14]
- Die Anzahl der Kanonen sowie der Umstand, dass es sich um ein Schiffswrack mit drei Kanonendecks handelt.[15]

Manchmal ist in die Kanonen auch der Schiffsname eingraviert worden – dann wäre der Identifizierungsgrad recht hoch, wenn eine solche Kanone im Wrack gefunden werden kann.
Laut Aussage eines der an der Fundstelle tätig gewesenen Tauchers kommt eine Bergung des gesamten Schiffes sehr wahrscheinlich wegen der recht großen Tiefe nicht in Frage, allerdings wird man eine Bergung von Artefakten in Angriff nehmen, sobald der rechtliche Rahmen und die finanziellen Mittel hierfür gesichert scheinen.